# World's Most Stressed Out Gardener
World's Most Stressed Out Gardener è il nono album in studio del musicista canadese Chad VanGaalen, pubblicato nel 2021.

## Tracce
1. Spider Milk
2. Flute Peace
3. Starlight
4. Where Is It All Going?
5. Earth From a Distance
6. Nightwaves
7. Plant Music
8. Nothing Is Strange
9. Inner Fire
10. Golden Pear
11. Nightmare Scenario
12. Samurai Sword
13. Water Brother